# Alborz (ostan)
Alborz (pers. ‏استان البرز‎, Ostan-e Alborz) – ostan w północno-centralnym Iranie, najmniejszy spośród wszystkich (5388 km² powierzchni). Stolicą jest Karadż. Ostan położony jest na przednóżu gór Elburs (w perskim Alborz), ok. 20 kilometrów na północny zachód od Teheranu. Utworzenie tej prowincji – wydzielonej z ostanu Teheran zostało zaaprobowane przez parlament 23 czerwca 2010 roku.
Alborz składa się z czterech shahrestan (powiatów):
- Karadż
- Savojbolagh
- Taleghan
- Nazarabad